# 30192 Talarterzian
30192 Talarterzian è un asteroide della fascia principale. Scoperto nel 2000, presenta un'orbita caratterizzata da un semiasse maggiore pari a 2,2756884 UA e da un'eccentricità di 0,1681463, inclinata di 5,57905° rispetto all'eclittica.